# Ficelle picarde
Pour les articles homonymes, voir ficelle.
La ficelle picarde est un plat de la cuisine française, originaire de Picardie, servie comme entrée.

## Histoire
La ficelle picarde a été créée dans les années 1950 à Amiens, par le cuisinier Marcel Lefèvre,. Durant la foire exposition de La Hotoie à Amiens, un repas était servi aux notables du département. Les restaurateurs réputés de la ville étaient invités à l'élaboration du menu, et c'est à cette occasion qu'est née la ficelle picarde.
La recette originale de la ficelle picarde est protégée par la Confrérie des compagnons de la ficelle picarde et les compagnes de la rabotte picarde.
Une association appelée Confrérie de la ficelle picarde est fondée en 1997.

## Préparation
La ficelle picarde est une crêpe garnie de jambon de Paris, de champignons de Paris en duxelles, d'oignons, de bechamel, de quenelles et d'Emmental râpé. Elle est ensuite cuite au four et gratinée,.